# Christopher Patten
Christopher Patten (* 1988 in Peine) ist ein deutscher Theater- und Filmschauspieler.

## Leben
Christopher Patten nahm von 2011 bis 2013 Schauspielunterricht in den Michael Howard Studios in New York City. Danach folgten einige Jahre Auftritte in amerikanischen Filmen und Fernsehserien. 2020 sowie 2021 spielte er Polizeikommissar Marc Schaffrath in der Serie Alarm für Cobra 11 – Die Autobahnpolizei.

## Filmografie (Auswahl)
- 2015: Audition
- 2017: A Different Sun
- 2018: Random Acts Of Flyness (Fernsehserie, eine Folge)
- 2020–2021: Alarm für Cobra 11 – Die Autobahnpolizei (Fernsehserie, 14 Folgen)
- 2020: Der Befreier (The Liberator, Miniserie, eine Folge)
- 2022: Die Tänzerin und der Gangster – Liebe auf Umwegen

## Theater (Auswahl)
- 2010: En gode Partie  (NT Braunschweig; Hauptrolle; Regie: Markus Kraeft)
- 2014: Inside Out (The Shades of Gray; Hauptrolle; Regie: Miriam Ibrahim)